# Lütfi Özkök
Lütfi Özkök (15. března 1923, Istanbul – 31. října 2017, Stockholm) byl fotograf, básník a překladatel tureckého původu, který strávil většinu svého života ve Švédsku. Archiv jeho obrazů obsahuje fotografie asi 1500 významných osobností. Mezi lety 1954 a 2004 pořídil portréty 40 laureátů Nobelovy ceny za literaturu.

## Životopis
Istanbulský rodák Özkök se přestěhoval do Švédska v roce 1950 poté, co se v roce 1949 setkal se svou pozdější manželkou Anne-Marie v Paříži. Ve Švédsku překládal švédské básně do turečtiny a jak vydavatelé žádali o fotografie umělců, také je pořizoval. Poté se stal známý jako fotograf nositelů Nobelovy ceny v literatuře. Měl výstavy po celém světě a za své fotografie získal řadu ocenění. Jeho obrazy se objevily mimo jiné ve sloupcích v Newsweeku, New York Times, L'Express, Die Zeit, Der Spiegel a The Observer. Jeho manželka zemřela v roce 2001. Až do své smrti žil a pracoval ve Stockholmu.
Portrétoval celebrity jako napříkla: Ivo Andrić, Samuel Beckett, Saul Bellow, Heinrich Böll, Jorge Luis Borges, Joseph Alexandrovich Brodsky, Fidel Castro, Paul Celan, Umberto Eco, Michel Foucault, Alberto Giacometti, Allen Ginsberg, Günter Grass, Sándor Eugène Ionesco, Astrid Lindgren, Gabriel García Márquez, Orhan Pamuk, Octavio Paz, Jean-Paul Sartre, Jorge Semprún, Susan Sontag, Tomáš Tranströmer, John Updike a Mario Vargas Llosa.
Mezi jeho nejdůležitější maďarské osobnosti patřili: Ferenc Bárányi, Sándor Csoóri, István Csurka, Tibor Déry, Antal Doráti, Péter Esterházy, György Faludy, Péter Hendi, Gyula Illyés, Ferenc Karinthy, György Konrád, Magda Szabó a Sándor Weöres.